# Gumička

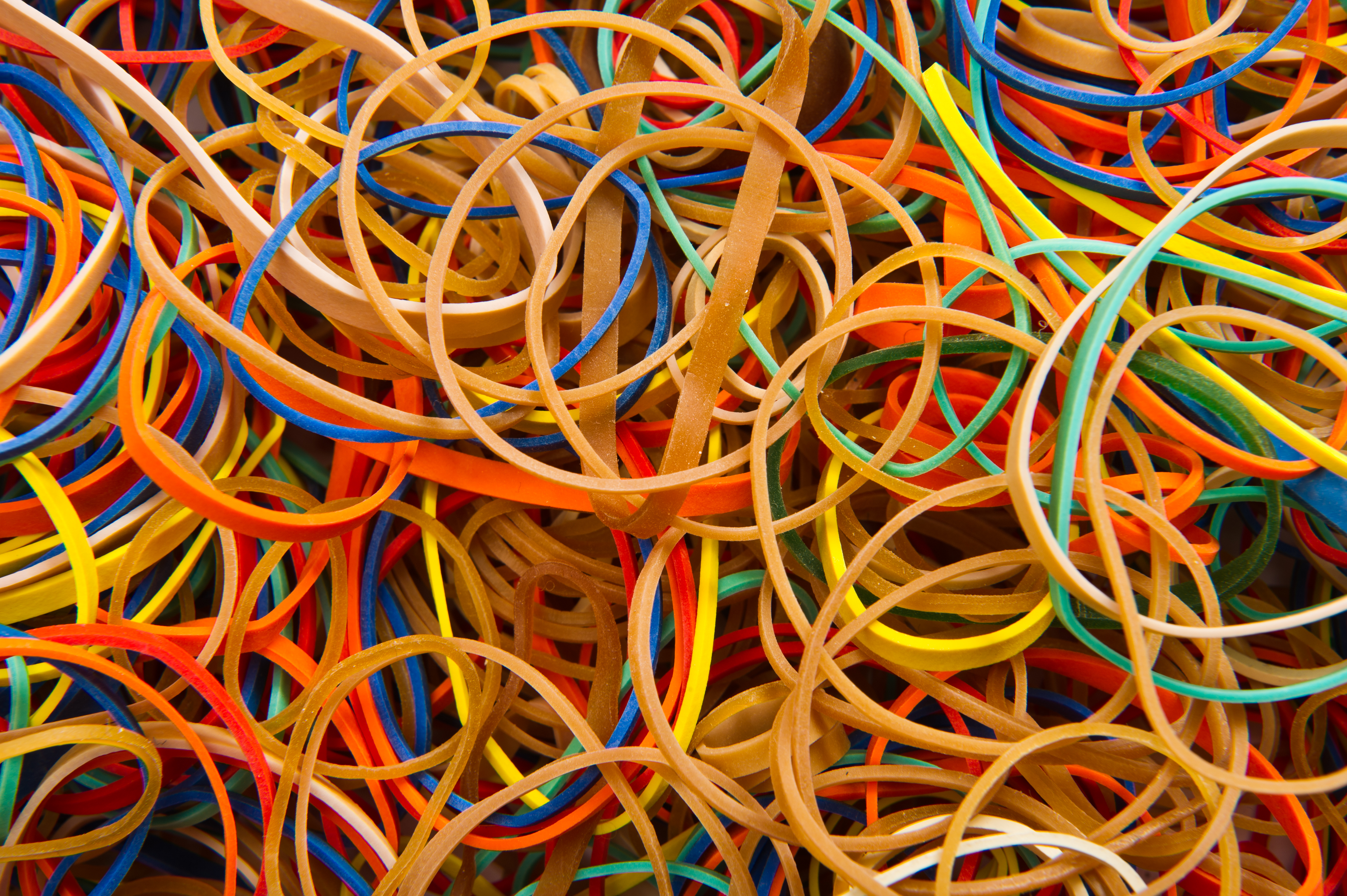
Gumičky v různých barvách

Gumička je krátký kus gumy ve tvaru kroužku. Gumičky jsou obvykle používány k držení více objektů.
Byla patentována 17. března 1845 v Anglii Stephenem Perrym.

## Výroba
Stroj nejdříve začíná tvořit gumu v dlouhé trubici a řeže ji do šířky na tenké kroužky. Zatímco ostatní výrobky mohou být vyrobeny z gumy, gumičky jsou vyrobeny převážně z přírodního kaučuku, protože má vyšší roztažnost.
Moderní gumička se liší od svého předchůdce z doby Stephena Perryho v tom, že pryž je vulkanizovaná, což má výhodu v tom, že je kaučuk odolnější, pružný a gumička je stále praktická. Gumové pásy mohou být také vyráběny i z nepoužívané duše pneumatik pro jízdní kola. Gumičky získané tímto způsobem jsou velmi elastické a dají se používat i několik let.